# Bajusz István
Bajusz István (Torda, 1954. március 17. – 2021. április 28.) régész, egyetemi docens a Babeș–Bolyai Tudományegyetem Történelem és Filozófia Karán, az Erdélyi Múzeum-Egyesület Zilah és Vidéke fiókegyesületének elnöke, az erdélyi magyar régészeket tömörítő Pósta Béla Egyesület igazgatója.

## Életpályája
1978–1995 között muzeográfus és régész volt a Szilágy megyei történelmi múzeumnál, 1981–1995 az Örökségvédelmi Osztály vezetője ugyanott. 1979-től a porolissumi (Mojgrád) római régészeti feltárásokat végző csoport tagja. 1995-től haláláig egyetemi docens volt a Babeș–Bolyai Tudományegyetem Történelem és Filozófia Karán.
2021. április 30-án temették el Krasznán.

## Fontosabb publikációi
- Téglás István: Dél-Erdélyi hímes tojások [társszerző], Mentor Kiadó, Marosvásárhely, 2006
- Felvidéki harangöntők munkái a Szilágyságban. Hepehupa, 1, nr. 1, 2002, p. 24-25.
- Két örmény botanikus: Wolff Gábor és Gyula, Örménymagyarok, akik hatottak, alkottak, gyarapítottak, hogy a haza fényre derüljön s kincses legyen, Kolozsvár–Szamosújvár, 2001. szeptember 14-16. IV. jubileumi konferencia. Kolozsvár, 2002, p. 154-160.
- Magánszemélyek közcélú adományai Dáciában, in: Bajusz István, szerk. Mindennapi élet a római Dáciában, Scientia Kiadó, Kolozsvár, 2003, p. 9-58.[3]
- Mindennapi élet a római Dáciában; szerk. Bajusz István; Scientia, Kolozsvár, 2003 (Sapientia könyvek)
- A Csíki-medence településtörténete a neolitikumtól a XVII. század végéig a régészeti adatok tükrében; szerk. Bajusz István, összeáll. Székely Zsolt; Scientia, Kolozsvár, 2004 (Sapientia könyvek)
- Amfiteatrul de la Porolissum şi amfiteatrele din provinciile romanede la Dunǎrea de Mijloc; Societatea Muzeului Ardelean, Cluj-Napoca, 2011 (Speculum antiquitatis)

## Díjak, kitüntetések
- Kulturális Érdemrend – a Román Állam Elnöki Hivatala, 2004
- A régészeti örökségért – Schönvisner  István-díj – a Magyar állam Nemzeti Kulturális Örökség Minisztériuma, 2006
- Petri Mór-díj – az Erdélyi Múzeum-Egyesület Zilah és Vidéke fiókegyesülete, 2006
- Életműdíj – Pro Zilah Egyesület, 2007
- Mikó Imre emléklap – Erdélyi Múzeum-Egyesület, 2008
- Mikó Imre emlékérem – Erdélyi Múzeum-Egyesület, 2009
- a Román Kulturális és Nemzeti Örökség Minisztériumának szakmai elismerése, 2010
- „Szilágysági magyarok” díszoklevél, Báthory István Alapítvány, 2011
- A Magyar Érdemrend lovagkeresztje (2020)